# (31586) 1999 FA32
1999 FA32 (asteroide 31586) é um asteroide da cintura principal. Possui uma excentricidade de 0.19400450 e uma inclinação de 6.75000º.
Este asteroide foi descoberto no dia 19 de março de 1999 por LINEAR em Socorro.